# 松平家乘
松平家乘（日语：／ Matsudaira Ienori，1575年—1614年4月8日）是日本戰國時代至江戶時代前期的武將、大名。大給松平家第6代當主。父親是松平真乘。幼名源次郎。

## 生平
在天正3年（1575年）出生，家中長男。天正10年（1582年），因為父親真乘死去，於是繼承家督。天正15年（1587年），受主君德川家康賜予偏諱而改名為家乘。天正18年（1590年），在家康被移封至關東地方時，被賜予上野國那波郡內1萬石所領。慶長元年（1596年），敘任官位。慶長5年（1600年），在關原之戰中跟隨家康從軍，負責守備三河國吉田城。戰後，受家康讚賞，並被加增移封至美濃國岩村藩2萬石。在慶長19年（1614年）死去。享年39歲。繼承人是長男乘壽。